# Three Percenters
Three Percenters (sau 3 Percenters, 3%ers sau III%ers) este o miliție americană⁠(d) de extremă-dreapta. Grupul susține dreptul de a deține și purta arme și se împotrivesc ingerințelor guvernului Statelor Unite în evenimentele locale. Numele miliției este inspirat de o afirmație îndoielnică conform căreia numai 3% din coloniștii americani au luptat împotriva Regatului Marii Britanii în timpul Revoluției Americane.
Southern Poverty Law Center clasifică grupul Three Percenters drept un o miliție „antiguvernamentală”. Unii experți canadieni îi consideră ca fiind „unul dintre cele mai periculoase grupuri extremiste” din Canada.

## Istoric
Grupul paramilitar este caracterizat ca făcând parte din mișcarea patrioților. Înființat în 2008, activitățile acestora s-au sport odată cu alegerea lui Barack Obama ca președinte al Statelor Unite. Membrii consideră că președinția lui Obama ar conduce la o intensificare a ingerințelor guvernului în viața privată și o înăsprire a regimului armelor⁠(d). Three Percenters este format din membri activi sau retrași din armată, poliție și alte organe de aplicare a legii precum și din grupuri antiguvernamentale ca Oath Keepers.
Mișcarea a fost înființată de Michael „Mike” Brian Vanderboegh din Alabama, membru al Oath Keepers, un grup alături de care Three Percenters este asociat și deseori comparat. Vanderboegh susține că a făcut parte din Studenți pentru o Societate Democratică⁠(d) și Partidul Muncitorilor Socialiști⁠(d), însă a abandonat convingerile politice de stânga și politice în general în 1977 după ce a intrat în contact cu ideile libertarianismului de dreapta⁠(d).
Reprezentanții menționează pe site-ul oficial că nu au o politica discriminatorie, însă numeroase comentarii rasiste au apărut pe pagina acestora de Facebook ca răspuns la protestele Black Lives Matter după uciderea lui Michael Brown în Ferguson, Missouri.

## Ideologia
În timp ce pe site-ul grupului se precizează că „nu sunt o miliție” și nici „antiguvernământ”, Three Percenters consideră că cetățenii trebuie să se opună abuzurilor guvernului Statelor Unite a cărui acțiuni încalcă Constituția. Printre scopurile sale regăsim protejarea dreptului de a deține și purta arme, respectiv de „a rezista în fața tiraniei”. Grupul se opune ingerințelor guvernamentale în ceea ce ei consideră chestiuni locale și susține că șeriful⁠(d) comitatului reprezintă „legea supremă”.
Asemenea altor miliții⁠(d), Three Percenters consideră că cetățenii voluntari înarmați au posibilitatea să reziste cu succes în fața puterii militare a Statelor Unite. Aceștia își susțin punctul de vedere în baza unui fapt istoric disputat care spune că în jur de 3% din coloniștii americani au luptat împotriva britanicilor în timpul revoluției, un număr subestimat care nu ia în considerare forțele britanice prezente în orașele de pe coastă, armele similare utilizate de americani și britanici, respectiv sprijinul primit din partea Franței⁠(d).